# Rio del Tintor

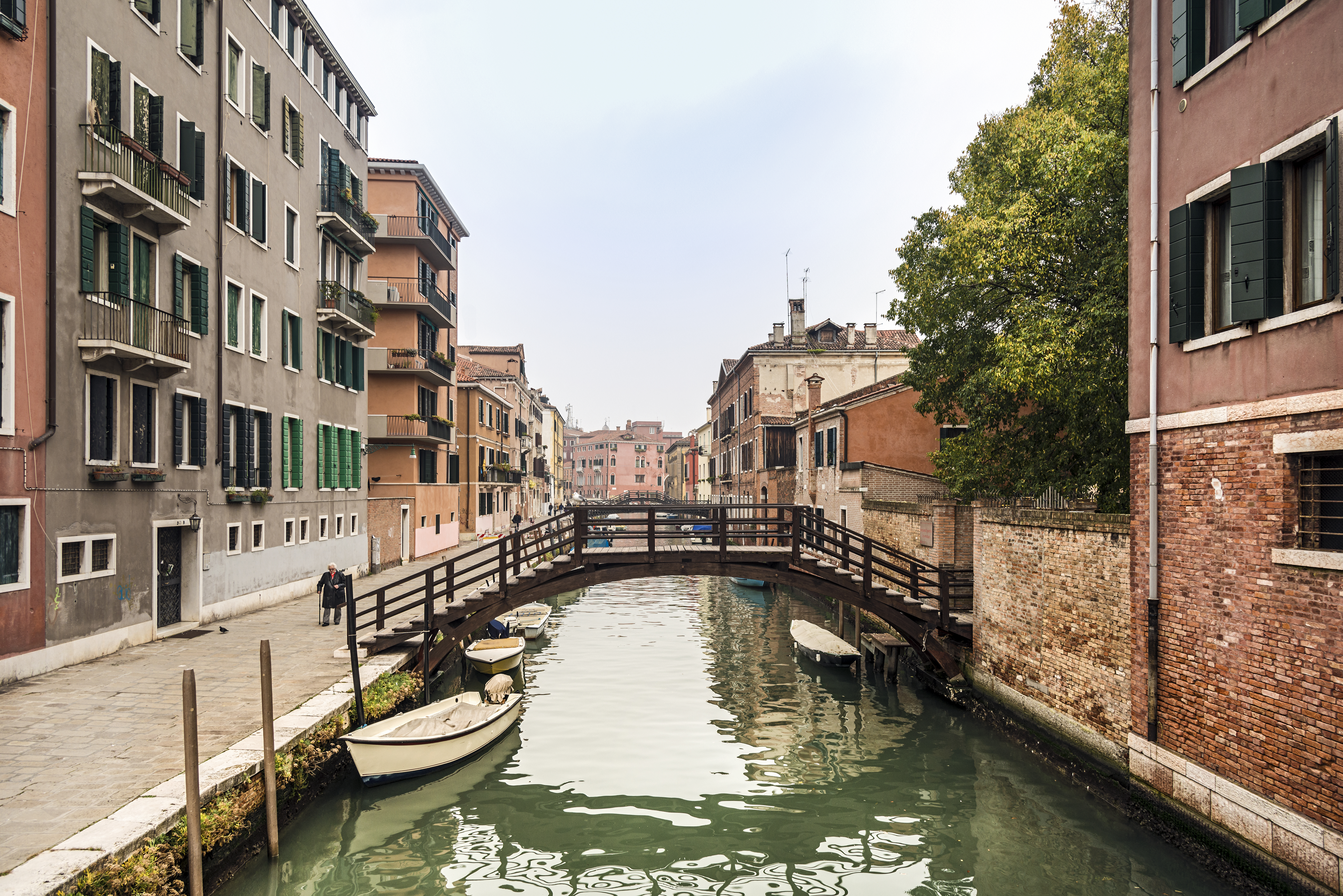
Vue du canal vers l'est du ponte Storto.

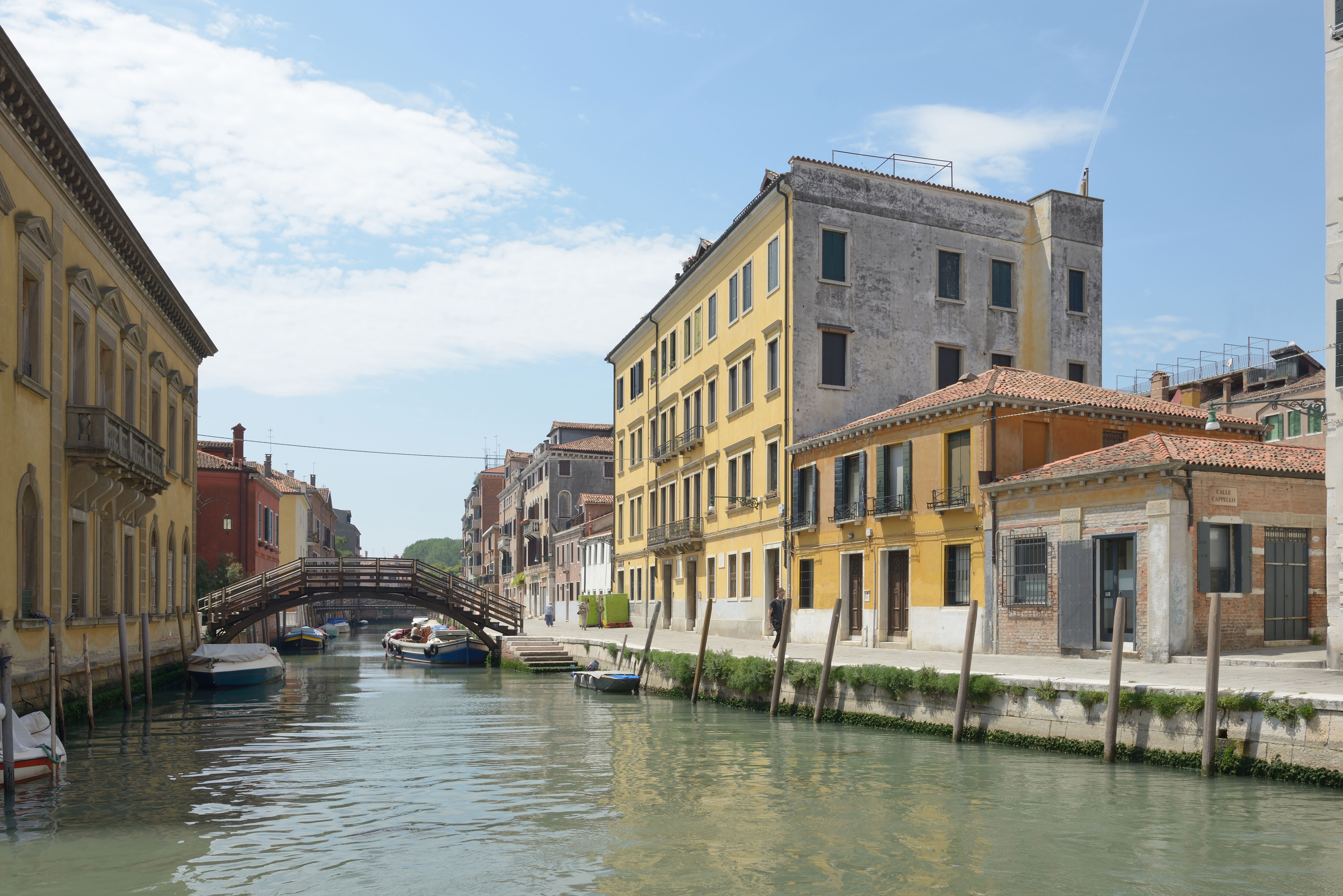
Vue du canal vers l'ouest du Ponte Rosso

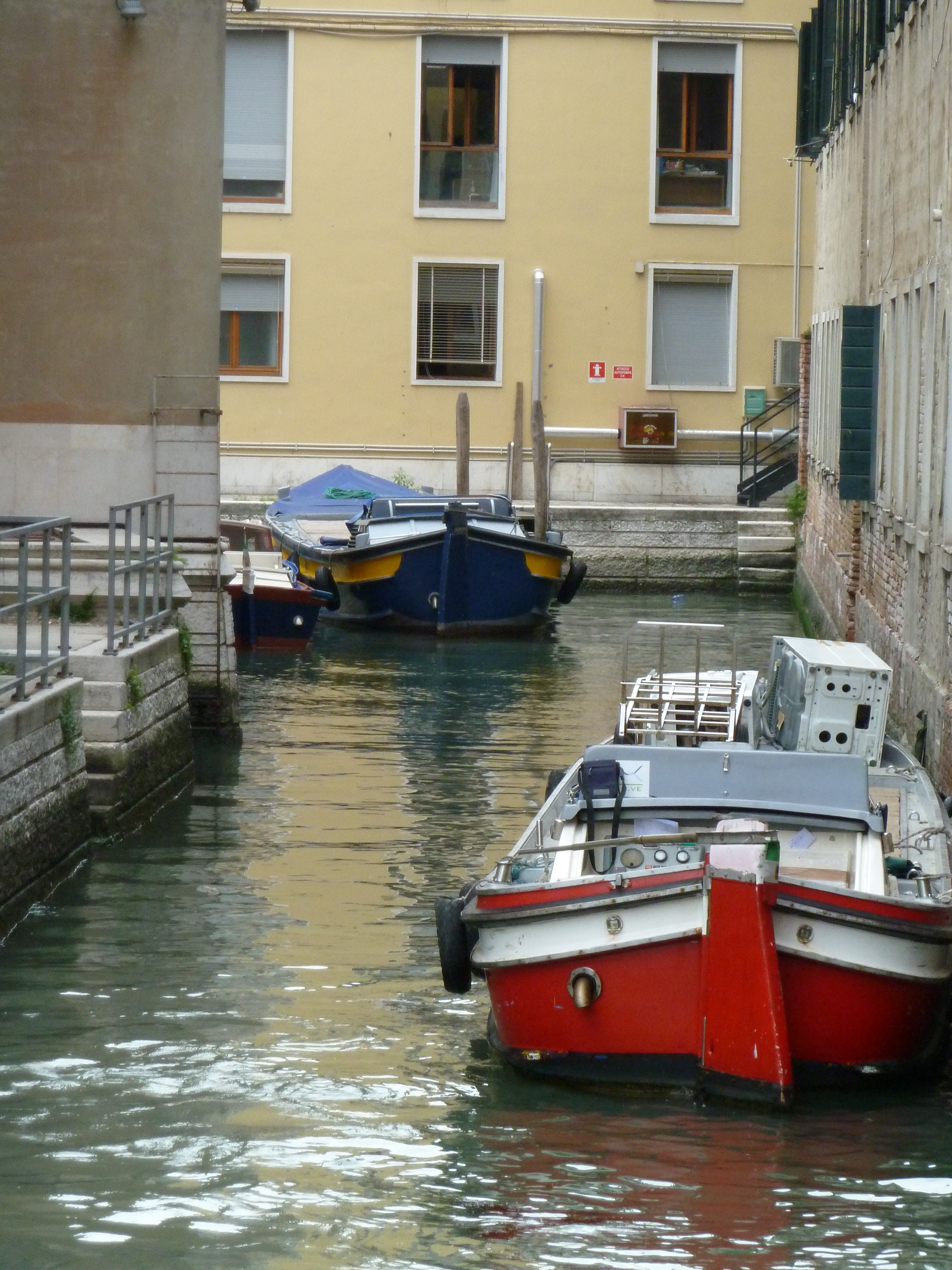
Le cul-de-sac du rio de le Bote.

Le rio del Tintor ou rio dei Tintori (en vénitien rio del Tentor, en français canal des teinturiers) est un canal de Venise dans le sestiere de Dorsoduro. Il est aussi appelé rio de la Madonna. Il se termine en cul-de-sac (à l'est) dans le rio de le Bote.

## Toponymie
Le mot tintor renvoie aux célèbres teinturiers vénitiens, réputés pour leur couleur rouge écarlate et carmin. Les teinturiers travaillaient la soie, la toile et la futaine. Divers teinturiers furent établis ici au XVIIe siècle. 
La corporation des teinturiers sous le patronat de Saint-Onuphre fut instaurée en 1242. Leur lieu de dévotion se trouva aux Servi à l'autel de San Nicolò.
Ils s'engageaient à teindre les tissus selon les règles. L'art atteignit un développement considérable en ville, en soutien indispensable pour l'industrie de la soie et de la laine, à son tour en grande expansion à partir du XVe siècle, surtout après l'arrivée à Venise des tisseurs de soie de guelfes et gibelins, fuyant Lucques, qui s'installèrent dans les quartiers de San Canciano, Santi Apostoli et San Giovanni Grisostomo. Les teintureries étaient dénommées selon l'emploi: en grandes pièces : da seda, da grana e cremese (rouge), da guado (jaune) ou da indaco (bleu et noir), en fines pièces : della piccola tinta o da picigaroli, da lane (laine), da tele (lin, coton et chanvre).
La statistique de 1773 rapportait 39 capimaestri, 17 garçons, 79 ouvriers et 37 teintureries.

## Description
Le rio del Tintor a une longueur d'environ 315 mètres. Il raccorde le rio de Santa Maria Maggior vers le sud, puis en parallèle vers le nord-est au rio dei Tre Ponti. Il est prolongé au-delà de ce dernier par le rio sans issue de le Bote (70 m).

## Situation
Ce rio longe :
- le fondamenta dei Cereri ;
- le rio Briati ;
- l'ancienne église Santa Maria Maggiore (it).

## Ponts
Ce rio est traversé par plusieurs ponts (d'ouest en est) :

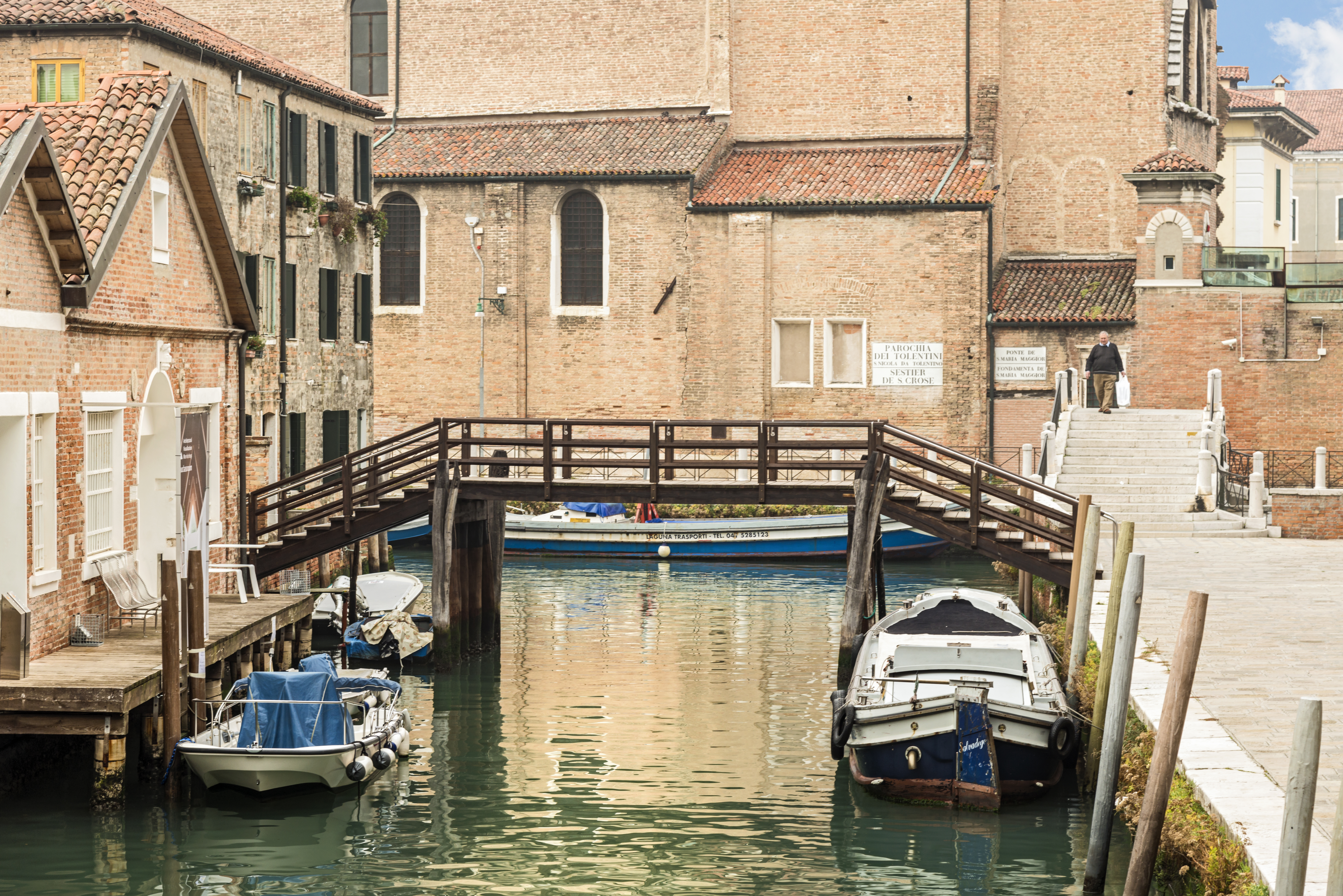
Ponte de la Madona reliant la Calle de la Madona à l'église Santa Maria Maggiore (it)
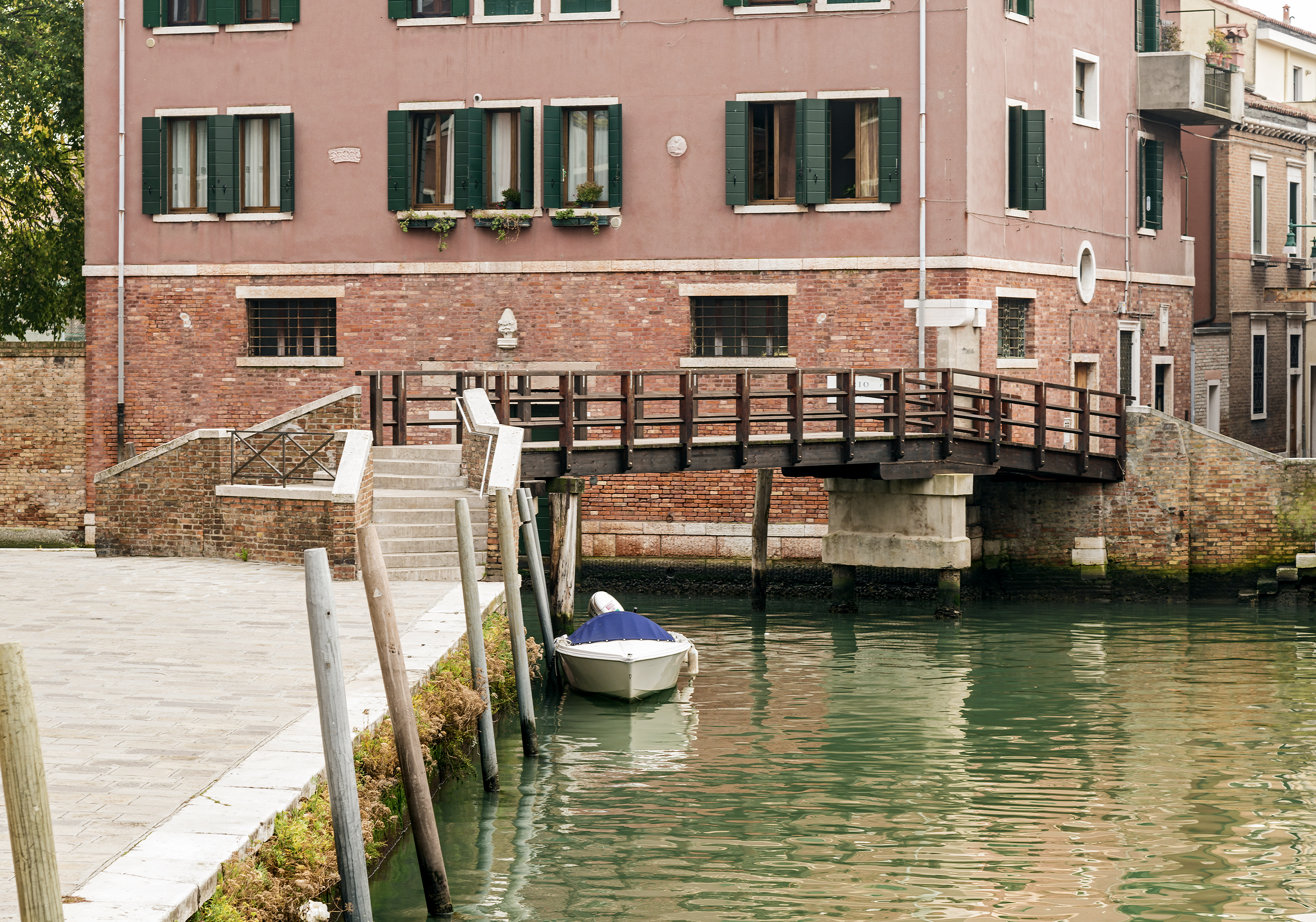
Ponte Storto reliant le Fondamenta de la Madona au Campiello del Teren et calle dei Fontegheri
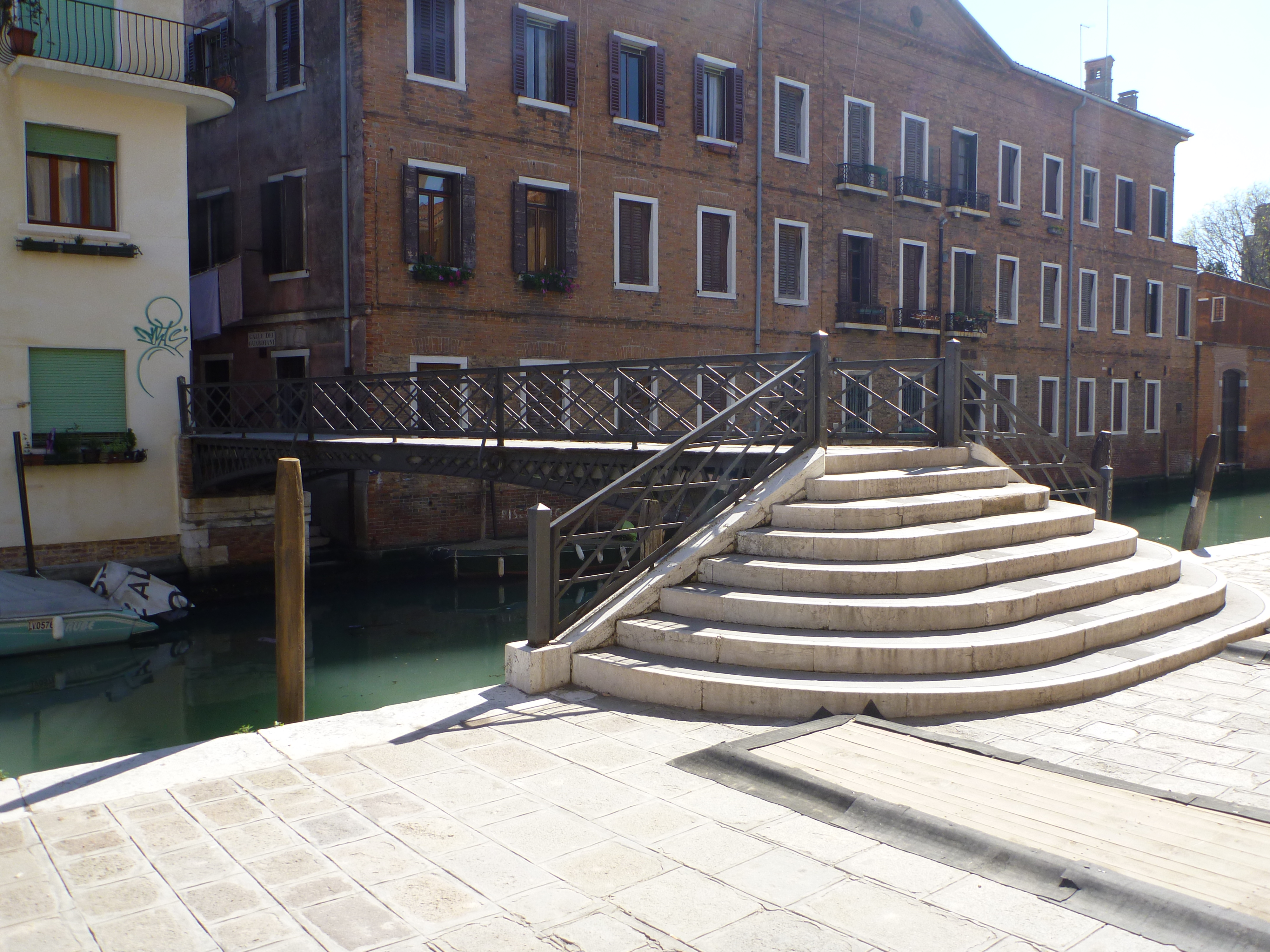
Ponte dei Guardiani reliant le fondamenta dei Cereri à la Calle dei Guardiani
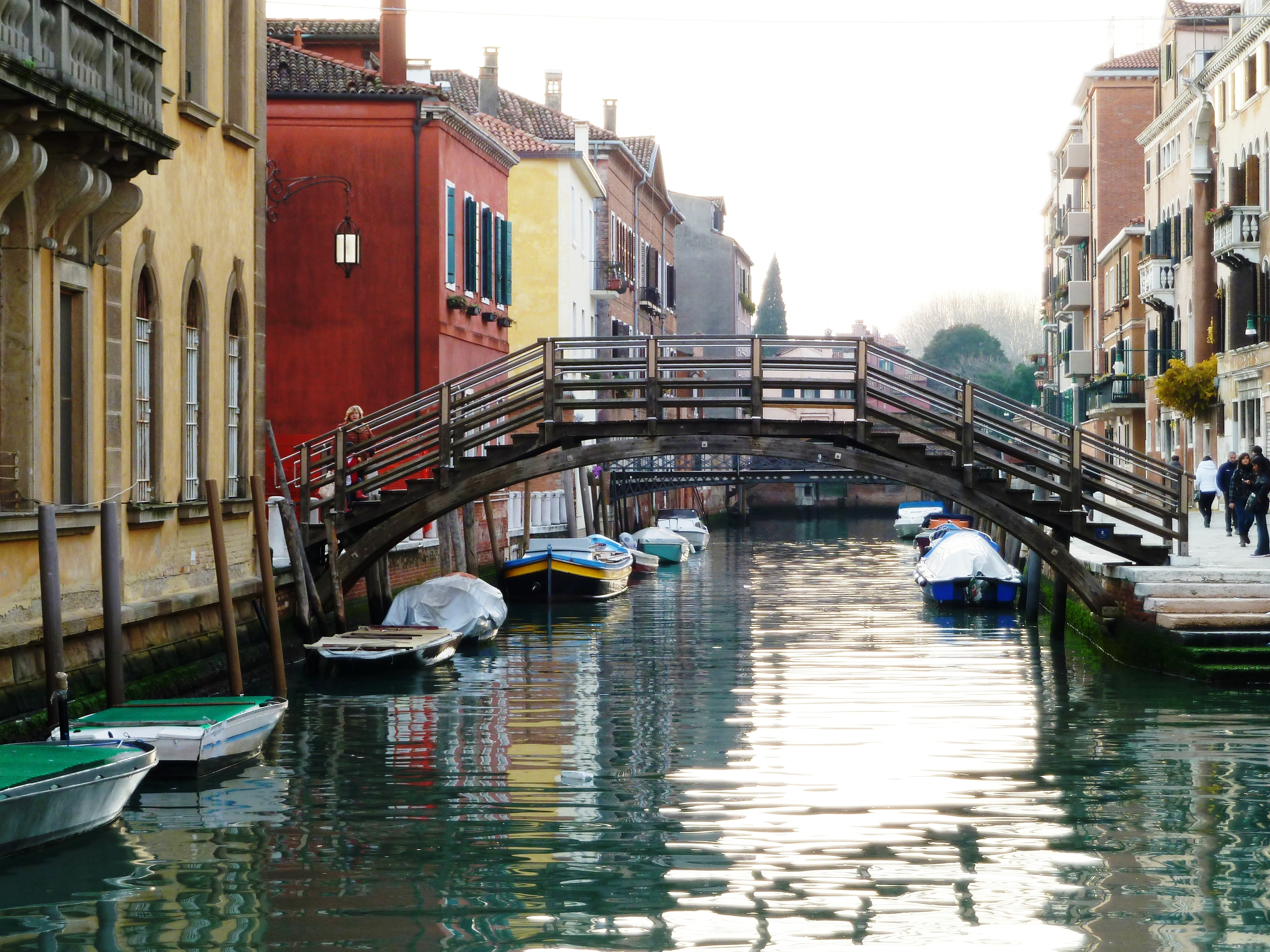
Ponte del Convitto Biancotto  reliant le fondamenta dei Cereri à la rue sans nom en face
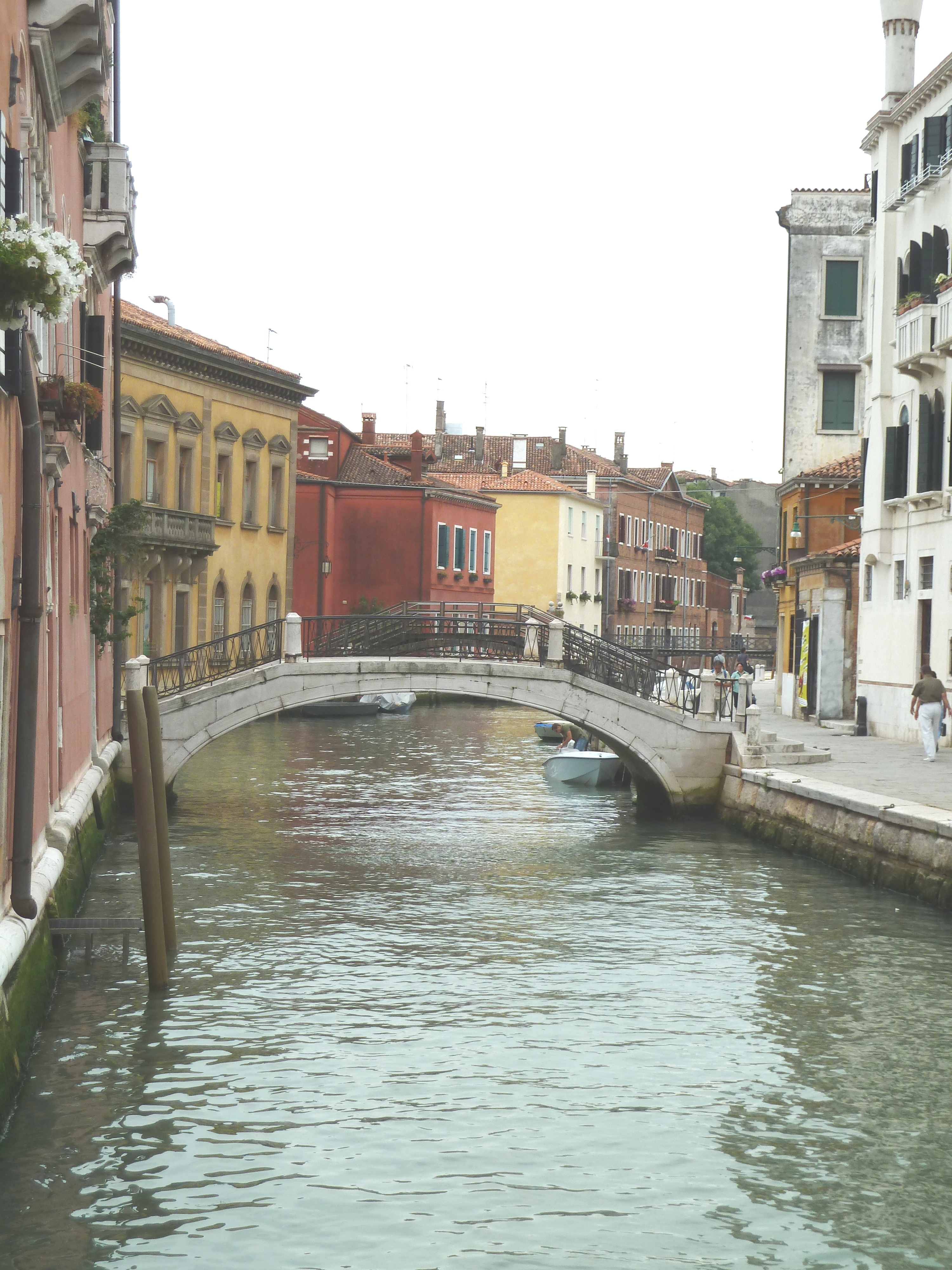
Ponte Rosso reliant le fondamenta Rossa  au fondamenta dei Cereri
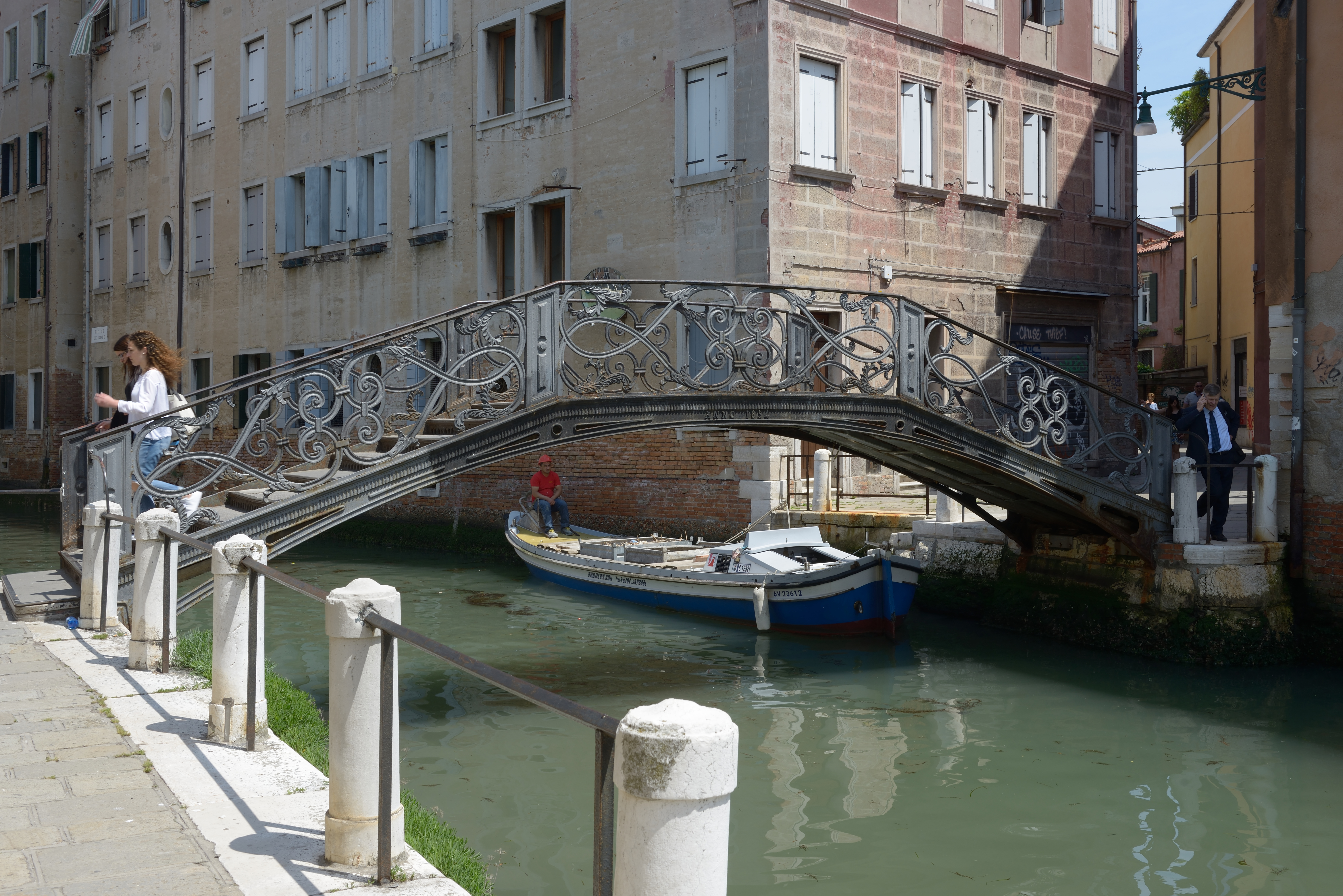
Ponte dei Ragusei reliant le fondamenta San Marco à la Calle Nova